# كودوجنو
كودوجنو، هي مدينة وبلدية في مقاطعة لودي، لومباردي في شمال إيطاليا. وهي المركز الرئيسي للسهل المعروف باسم باسو لوديجيانو الذي يبلغ عدد سكانه حوالي 90.000 نسمة. حصلت على اللقب الفخري (مدينة) بمرسوم رئاسي في 26 يونيو 1955. يبلغ عدد سكانها 15868 نسمة.

## تاريخ
هناك أدلة على وجود مستوطنة يعود تاريخها إلى الاختراق الروماني لبلاد الغال حيث يُعتقد أنها استخدمت كقلعة. االترجمة اللاتينية لكلمة كودوجنو هي "Cothoneum ويُعتقد أنها مشتقة من اسم القنصل أوريليوس كوتا الذي غزا بلاد الغال وأقام في هذه الأراضي خلال تلك الحقبة ومع ذلك فإن اسم المدينة لم يظهر في السجلات المكتوبة حتى عام 997 م. كما ورد في ميثاق الإمبراطور أوتو الثالث. اقترح أيضًا أن الاسم قد يكون مشتقًا من تفاحة سيدونيا أو ميلو كوتوجنو، وهو نوع من السفرجل وكلاهما منتشر في هذه المنطقة المجاورة.

## أعلام
- سيرجيو فرانشي
- ماريو بوني
- جياني بريرا
- أليساندرو فيراري